# Колін Еплтон
Колін Еплтон (англ. Colin Appleton, 7 березня 1936, Скарборо — 31 травня 2021) — англійський футболіст, що грав на позиції півзахисника. По завершенні ігрової кар'єри — тренер.

## Ігрова кар'єра
Народився 7 березня 1936 року в місті Скарборо. Вихованець футбольної школи клубу «Скарборо». Дорослу футбольну кар'єру розпочав 1953 року в основній команді того ж клубу, в якій провів один сезон.
Своєю грою за цю команду привернув увагу представників тренерського штабу клубу «Лестер Сіті», до складу якого приєднався 1954 року і поступово став одним із лідерів команди і у період між 1959 і 1964 роками він пропустив лише 8 матчів чемпіонату, а цей період став одним із найпозитивніших в історії клубу. Він допоміг «Лестеру» дійти до фіналу Кубка Англії 1961 року, де лиси програли «Тоттенгем Готспур» з рахунком 0:2, а згодом став капітаном команди, коли «Лестер» боровся за «золотий дубль» у сезоні 1962/63 . Хоча врешті-решт «Лестер» провалив кінцівку сезону та закінчив на невтішній 4-й позиції у чемпіонаті, а потім програв «Манчестер Юнайтед» у фіналі Кубка Англії з рахунком 1:3. У наступному сезоні 1963/64 команда виграла фінал Кубка Ліги, здобувши перший великий трофей у своїй історії, а потім програла фінал турніру в наступному розіграші, хоча Еплтон і забив гол. Загалом він регулярно грав у стартовому складі в сезоні 1964/65 років, у якому забив 8 голів у 29 іграх чемпіонату, тоді як наступного року, його останнього в клубі, він зіграв лише 12 ігор.
Влітку 1966 року після 12 з половиною сезонів у «Лестері» і провів 277 матчів і забив 19 голів у матчах чемпіонату (з них 263 матчі та 18 голів у першому дивізіоні), перейшовши до «Чарльтон Атлетик», де виступав у сезоні 1966/67, забивши гол у 28 матчах у Другому дивізіоні. Потім він провів два роки в Четвертому дивізіоні за «Барроу», виконуючи роль граючого тренера, зрештою зберігши цю роль також у «Скарборо», де він знову грав з 1969 по 1973 рік, після чого у віці 37 років він остаточно покинув клуб. Всього за кар'єру футболіста провів 349 матчів і забив 21 гол у Чемпіонатах Футбольної ліги.

## Кар'єра тренера
Після вищезазначеного тренерського досвіду в «Барроу» та «Скарборо» (з якими він також виграв Трофей Футбольної асоціації в сезоні 1972/73 років) у 1975 році він повернувся до останнього клубу,  і обіймав посаду головного тренера до 1981 року, вигравши ще два більше Трофеї Футбольної асоціації у сезонах 1975/76 та 1976/77 років, завдяки чому «чайкам» також вдалося взяти участь у двох поспіль розіграшах Англо-італійського кубка у 1976 та 1977 роках.
Він повернувся до тренерської роботи після кількох місяців без роботи 8 січня 1982 року в «Галл Сіті» з Четвертого дивізіону. Його перший сезон з «тиграми» був успішним, оскільки він завершився другим місцем у таблиці і, отже, підвищенням до Третього дивізіону, в якій наступного року він посів четверте місце в таблиці, а також програв фінал Трофею Футбольної ліги. 
Влітку 1984 року він покинув «Галл Сіті», щоб піти тренувати «Свонсі Сіті», який також грав у Третьому дивізіоні, але 6 грудня 1984 року, менш ніж через шість місяців після прибуття в команду, його звільнили, вигравши лише чотири з 18 ігор на чолі «лебедів». 
Потім протягом 1985—1987 років він тренував «Ексетер Сіті» у Четвертому дивізіоні, але його було звільнено 11 грудня 1987 року, в середині його другого сезону на чолі клубу, а в наступні два роки він тренував «Брідлінгтон Таун», у Північному дивізіоні (тоді була восьмим дивізіоном Англії). 
Згодом, з 22 травня по 30 жовтня 1989 року він знову тренував «Галл Сіті» у Другому дивізіоні, але був звільнений після загалом 16 матчів (із балансом лише одна перемога, 8 нічиїх і 7 поразок) і пішов на пенсію в кінці сезону у віці 63 років.
Помер 31 травня 2021 року на 86-му році життя.

## Титули і досягнення

### Як гравця
- Володар Кубка англійської ліги (1):

«Лестер Сіті»: 1963/64

### Як тренера
- Володар Трофею Футбольної асоціації (3):

«Скарборо»: 1972/73, 1975/76, 1976/77